# وزارة الدولة للهجرة وشئون المصريين بالخارج (مصر)
وزارة الدولة للهجرة وشئون المصريين بالخارج هي وزارة مصرية سابقة كانت مسئولة عن متابعة الهجرة وشؤون المصريين بالخارج في جمهورية مصر العربية، والتي كانت تعد أحد اختصاصات وزارة القوى العاملة والهجرة حتى تم فصلها في وزارة أحمد شفيق ثم عادت وانضمت اليها مرة أخرى في وزارة عصام شرف، دُمجت في وزارة الخارجية في 3 يوليو 2024.

## الوزراء
- سها جندي (14 أغسطس 2022 – 2 يوليو 2024).
- نبيلة مكرم (19 سبتمبر 2015 – 13 أغسطس 2022).
- جورجيت قليني (21 فبراير 2011 - 18 سبتمبر 2015).